# Championnat de Super Formula 2021
Navigation
2020 2022
Le championnat de Super Formula 2021 est la 26e saison du principal championnat japonais de monoplaces et la 9e saison sous le nom de Super Formula. Comportant 7 courses, il démarre le 4 avril à Fuji et se termine le 31 octobre à Suzuka.

## Écuries et pilotes
| Écuries                      | n° | Pilotes             | Moteurs | Manches  |
| ---------------------------- | -- | ------------------- | ------- | -------- |
| TCS Nakajima Racing          | 1  | Naoki Yamamoto      | Honda   | Toutes   |
| TCS Nakajima Racing          | 64 | Toshiki Oyu         | Honda   | Toutes   |
| Docomo Team Dandelion Racing | 5  | Nirei Fukuzumi      | Honda   | Toutes   |
| Docomo Team Dandelion Racing | 6  | Ukyo Sasahara       | Honda   | 1–2      |
| Docomo Team Dandelion Racing | 6  | Tadasuke Makino     | Honda   | 3–7      |
| Drago Corse with ThreeBond   | 12 | Tatiana Calderón    | Honda   | 1–2, 6–7 |
| Drago Corse with ThreeBond   | 12 | Koudai Tsukakoshi   | Honda   | 3–5      |
| Red Bull Mugen Team Goh      | 15 | Hiroki Otsu         | Honda   | Toutes   |
| Team Mugen                   | 16 | Tomoki Nojiri       | Honda   | Toutes   |
| B-Max Racing                 | 51 | Nobuharu Matsushita | Honda   | 2–7      |
| Kondō Racing                 | 3  | Kenta Yamashita     | Toyota  | Toutes   |
| Kondō Racing                 | 4  | Yuichi Nakayama     | Toyota  | 1–5      |
| Kondō Racing                 | 4  | Sacha Fenestraz     | Toyota  | 6–7      |
| carrozzeria Team KCMG        | 7  | Kazuto Kotaka       | Toyota  | 1–5, 7   |
| carrozzeria Team KCMG        | 7  | Kamui Kobayashi     | Toyota  | 6        |
| carrozzeria Team KCMG        | 18 | Yuji Kunimoto       | Toyota  | Toutes   |
| NTT communications ROOKIE    | 14 | Kazuya Ōshima       | Toyota  | Toutes   |
| carenex Team Impul           | 19 | Yuhi Sekiguchi      | Toyota  | Toutes   |
| carenex Team Impul           | 20 | Ryō Hirakawa        | Toyota  | 1–3, 5–7 |
| carenex Team Impul           | 20 | Mitsunori Takaboshi | Toyota  | 4        |
| Kuo Vantelin Team TOM'S      | 36 | Kazuki Nakajima     | Toyota  | 1, 6     |
| Kuo Vantelin Team TOM'S      | 36 | Giuliano Alesi      | Toyota  | 2–5, 7   |
| Kuo Vantelin Team TOM'S      | 37 | Ritomo Miyata       | Toyota  | Toutes   |
| P.mu/cerumo・INGING          | 38 | Sho Tsuboi          | Toyota  | Toutes   |
| P.mu/cerumo・INGING          | 39 | Sena Sakaguchi      | Toyota  | Toutes   |

## Calendrier
| Manche | Manche | Date       | Événement | Circuit           | Lieu     | Pays                          |
| ------ | ------ | ---------- | --------- | ----------------- | -------- | ----------------------------- |
| 1      | 1      | 4 avril    | Fuji      | Fuji Speedway     | Oyama    | Préfecture de Shizuoka, Japon |
| 2      | 2      | 25 avril   | Suzuka I  | Circuit de Suzuka | Suzuka   | Préfecture de Mie, Japon      |
| 3      | 3      | 16 mai     | Autopolis | Autopolis         | Kamitsue | Préfecture d'Ōita, Japon      |
| 4      | 4      | 20 juin    | SUGO      | Sportsland SUGO   | Murata   | Préfecture de Miyagi, Japon   |
| 5      | 5      | 29 août    | Motegi I  | Twin Ring Motegi  | Motegi   | Préfecture de Tochigi, Japon  |
| 6      | 6      | 17 octobre | Motegi II | Twin Ring Motegi  | Motegi   | Préfecture de Tochigi, Japon  |
| 7      | 7      | 31 octobre | Suzuka II | Circuit de Suzuka | Suzuka   | Préfecture de Mie, Japon      |

## Résultats
| Manche | Manche | Événement | Pole position       | Meilleur tour  | Pilote vainqueur | Écurie gagnante              |
| ------ | ------ | --------- | ------------------- | -------------- | ---------------- | ---------------------------- |
| 1      | 1      | Fuji      | Tomoki Nojiri       | Toshiki Oyu    | Tomoki Nojiri    | Team Mugen                   |
| 2      | 2      | Suzuka    | Nirei Fukuzumi      | Hiroki Otsu    | Tomoki Nojiri    | Team Mugen                   |
| 3      | 3      | Autopolis | Giuliano Alesi      | Tomoki Nojiri  | Giuliano Alesi   | TOM'S                        |
| 4      | 4      | SUGO      | Yuhi Sekiguchi      | Tomoki Nojiri  | Nirei Fukuzumi   | Docomo Team Dandelion Racing |
| 5      | 5      | Motegi    | Tomoki Nojiri       | Yuhi Sekiguchi | Tomoki Nojiri    | Team Mugen                   |
| 6      | 6      | Motegi    | Hiroki Otsu         | Toshiki Oyu    | Hiroki Otsu      | Team Mugen                   |
| 7      | 7      | Suzuka    | Nobuharu Matsushita | Tomoki Nojiri  | Nirei Fukuzumi   | Docomo Team Dandelion Racing |

## Classements
Système de points
L'attribution des points est identique à la saison précédente. Pour chaque qualification, la pole position rapporte trois points, la 2e place deux points et la 3e un point. Pour chaque course, les points sont toujours attribués aux dix premiers pilotes classés. Il n'y a aucun point attribué pour le meilleur tour en course.
| Position | 1er | 2e | 3e | 4e | 5e | 6e | 7e | 8e | 9e | 10e |
| Points   | 20  | 15 | 11 | 8  | 6  | 5  | 4  | 3  | 2  | 1   |

| Position | Pole | 2e | 3e |
| Points   | 3    | 2  | 1  |

### Classement des pilotes
| Pos. | Pilote              | FUJ  | SUZ   | AUT  | SUG  | MOT  | MOT   | SUZ | Points |
| ---- | ------------------- | ---- | ----- | ---- | ---- | ---- | ----- | --- | ------ |
| 1    | Tomoki Nojiri       | 1    | 12    | 5    | 6    | 1    | 53    | 3   | 91     |
| 2    | Yuhi Sekiguchi      | 17†  | 4     | 10   | 31   | 2    | 4     | 4   | 55.5   |
| 3    | Nirei Fukuzumi      | 3    | Abd.1 | 13   | 1    | Abd. | 12    | 13  | 55     |
| 4    | Ryō Hirakawa        | 4    | 2     | Abd. |      | 4    | Abd.  | 2   | 46     |
| 5    | Toshiki Oyu         | 2    | 103   | 7    | 2    | 6    | 14    | 112 | 43     |
| 6    | Hiroki Otsu         | 16   | 5     | 6    | 10   | 10   | 1     | 5   | 39.5   |
| 7    | Sena Sakaguchi      | 9    | 11    | 23   | 83   | 5    | 2     | 13  | 35.5   |
| 8    | Nobuharu Matsushita |      | 13    | 3    | 4    | 3    | 6     | 121 | 33.5   |
| 9    | Tadasuke Makino     |      |       | 14   | 52   | 7    | 3     | 10  | 24     |
| 10   | Ritomo Miyata       | 7    | 6     | 42   | 7    | 8    | 9     | 14  | 22     |
| 11   | Giuliano Alesi      |      | 9     | 1    | 9    | 16   |       | 8   | 20     |
| 12   | Ukyo Sasahara       | 53   | 3     |      |      |      |       |     | 18     |
| 13   | Naoki Yamamoto      | 6    | 8     | 9    | 12   | 12   | Abd.2 | 9   | 13     |
| 14   | Kenta Yamashita     | 12   | 12    | 11   | 14   | 15   | 8     | 6   | 8      |
| 15   | Sho Tsuboi          | Abd. | 7     | Abd. | 15   | 9    | Abd.  | 16  | 6      |
| 16   | Kazuki Nakajima     | 11   |       |      |      |      | 7     |     | 4      |
| 17   | Sacha Fenestraz     |      |       |      |      |      | 13    | 7   | 4      |
| 18   | Yuji Kunimoto       | 8    | Abd.  | Abd. | 13   | 11   | Abd.  | 15  | 3      |
| 19   | Kazuya Oshima       | 10   | 15    | 8    | 18   | Abd. | 11    | 17  | 2.5    |
| 20   | Kamui Kobayashi     |      |       |      |      |      | 10    |     | 1      |
| 21   | Mitsunori Takaboshi |      |       |      | 11   |      |       |     | 0      |
| 22   | Koudai Tsukakoshi   |      |       | 12   | 16   | Abd. |       |     | 0      |
| 23   | Yuichi Nakayama     | 14   | 14    | 15   | Abd. | 13   |       |     | 0      |
| 24   | Tatiana Calderón    | 13   | 17    |      |      |      | Abd.  | 19  | 0      |
| 25   | Kazuto Kotaka       | 15   | 16    | 16†  | 17   | 14   |       | 18  | 0      |

| Couleur  | Résultat                       |
| -------- | ------------------------------ |
| Or       | Vainqueur                      |
| Argent   | 2e place                       |
| Bronze   | 3e place                       |
| Vert     | Classé dans les points         |
| Bleu     | Classé hors des points         |
| Bleu     | Non classé (Nc.)               |
| Violet   | Abandon (Abd.)                 |
| Rouge    | Non qualifié (Nq.)             |
| Rouge    | Non pré-qualifié (Npq.)        |
| Noir     | Disqualifié (Dsq.)             |
| Blanc    | Non partant (Np.)              |
| Blanc    | Forfait (Forf.)                |
| Blanc    | Course annulée (A)             |
| Neutre   | Non présent                    |
| Neutre   | Exclu (Ex.)                    |
| Gras     | Pole position                  |
| Italique | Meilleur tour en course        |
| †        | Classé sans terminer la course |
| 1 2 3 …  | Classement dans la catégorie   |

### Classement des écuries
| Pos. | Écurie                       | n° | FUJ  | SUZ  | AUT  | SUG  | MOT  | MOT  | SUZ | Points |
| ---- | ---------------------------- | -- | ---- | ---- | ---- | ---- | ---- | ---- | --- | ------ |
| 1    | carenex Team Impul           | 19 | 17†  | 4    | 10   | 3    | 2    | 4    | 4   | 88     |
| 1    | carenex Team Impul           | 20 | 4    | 2    | Abd. | 11   | 4    | Abd. | 2   | 88     |
| 2    | Docomo Team Dandelion Racing | 5  | 3    | Abd. | 13   | 1    | Abd. | 12   | 1   | 86     |
| 2    | Docomo Team Dandelion Racing | 6  | 5    | 3    | 14   | 5    | 7    | 3    | 10  | 86     |
| 3    | Team Mugen                   | 16 | 1    | 1    | 5    | 6    | 1    | 5    | 3   | 77     |
| 4    | TCS Nakajima Racing          | 1  | 6    | 8    | 9    | 12   | 12   | Abd. | 9   | 49     |
| 4    | TCS Nakajima Racing          | 64 | 2    | 10   | 7    | 2    | 6    | 14   | 11  | 49     |
| 5    | Kuo Vantelin Team TOM'S      | 36 | 11   | 9    | 1    | 9    | 16   | 7    | 8   | 43     |
| 5    | Kuo Vantelin Team TOM'S      | 37 | 7    | 6    | 4    | 7    | 8    | 9    | 14  | 43     |
| 6    | P.mu/cerumo・INGING          | 38 | Abd. | 7    | Abd. | 15   | 9    | Abd. | 16  | 39.5   |
| 6    | P.mu/cerumo・INGING          | 39 | 9    | 11   | 2    | 8    | 5    | 2    | 13  | 39.5   |
| 7    | Red Bull Mugen Team Goh      | 15 | 16   | 5    | 6    | 10   | 10   | 1    | 5   | 35.5   |
| 7    | B-Max Racing                 | 51 |      | 13   | 3    | 4    | 3    | 6    | 12  | 29.5   |
| 8    | Kondō Racing                 | 3  | 12   | 12   | 11   | 14   | 15   | 8    | 6   | 12     |
| 8    | Kondō Racing                 | 4  | 14   | 14   | 15   | Abd. | 13   | 13   | 7   | 12     |
| 9    | carrozzeria Team KCMG        | 7  | 15   | 16   | 16†  | 17   | 14   | 10   | 18  | 4      |
| 9    | carrozzeria Team KCMG        | 18 | 8    | Abd. | Abd. | 13   | 11   | Abd. | 15  | 4      |
| 10   | NTT communications ROOKIE    | 14 | 10   | 15   | 8    | 18   | Abd. | 11   | 17  | 2.5    |
| 11   | Drago Corse with ThreeBond   | 12 | 13   | 17   | 12   | 16   | Abd. | Abd. | 19  | 0      |